# Зенит (къща)
„Зенит“ (на гръцки: Μέγαρο «Ζενίθ») е емблематична сграда в град Солун, Гърция.

## Местоположение
Имението е разположено на улица „Елевтериос Венизелос“ № 10 и улица „Митрополис“.

## История
Сградата е построена в 1924 година от солунския инженер Жак Моше. Половината от сградата е на собствениците братя Исакино и Роберто, синове на Хаим Г. Ботон, които по това време са притежатели на най-големия бижутерски магазин в Солун „Зенит“, откъдето идва и името на сградата. Другата половина е собственост на другите собственици на земята - Йосиф Сакитуди, Леон Йомтов, Зозеф Нисим. В зданието се помещава кметството на града в периода от 1943 до 1958 година, когато е преместено в Караван сарай. В началото на XXI век постройката е бизнес сграда.

## Архитектура
Сградата е триетажна, с партер и таванско помещение. Типичен пример за еклектиктична постройка с неокласически и барокови влияния. Разделена е на три различни хоризонтални зони (основа-ствол-корона в неокласицически стил). В короната на втория етаж наблюдаваме фронтони, чиято структура е прекъсната от балконите на третия етаж. Фасадите са доминирани от единадесетте колони от коринтски тип, които ги разделят на вертикални зони. Има силно декоративно настроение, което се изразява и с релефни изображения на растителни елементи. Във външния ъгъл на терасата в миналото има изградена полуоткрита галерия, която се срутва при земетресението от 1978 година.